# 소자 프로그래머

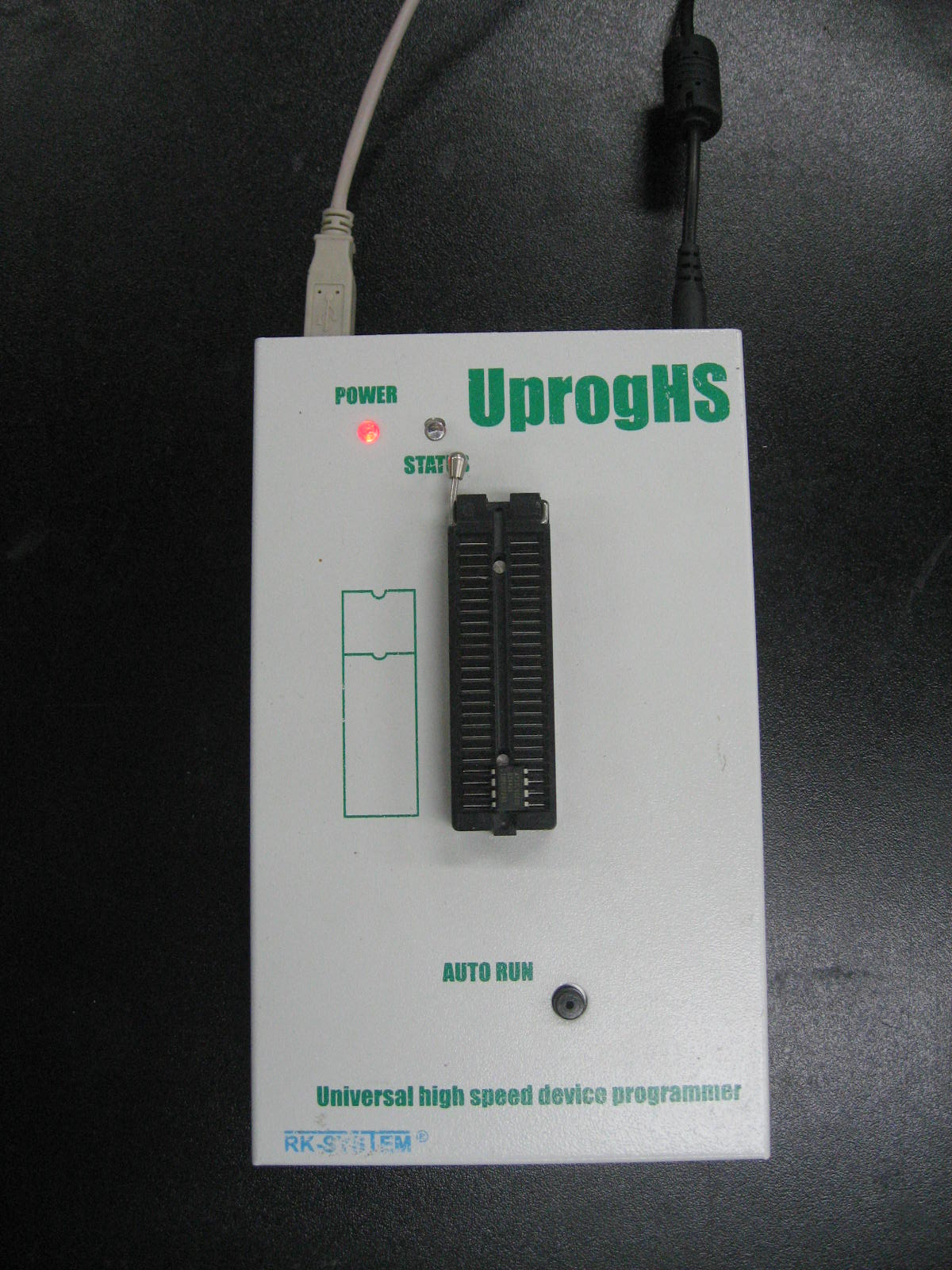
UprogHS 48 프로그래머

전자공학이나 컴퓨터 하드웨어 분야에서, 소자 프로그래머(device programmer)란 이피롬, 이이피롬, 플래시 메모리, PAL, FPGA나 프로그래머블 논리 소자같은 비휘발성 소자에 데이터를 기록할 때 사용하는 하드웨어를 가리킨다. 흔히 롬 프로그래머(ROM programmer)나 롬 라이터(ROM writer) 또는 '칩 프로그래머'( chip programmer)라고도 한다.
소자에 데이터를 기록하기 위해서, 프로그래머의 위에 부착된 ZIP 소켓에 소자를 삽입하거나, 소자가 부착된 인쇄 회로 기판 (PCB)에 직접 연결한다. 이러한 방식을 회로상 프로그래밍 (In Circuit Programming)이라고 부른다. 이후 기록할 데이터는 프로그래머와 연결된 소자핀에 인가된 신호에 의하여 내부 회로에 전달된다.
일반적으로 소자 프로그래머는 개인용 컴퓨터의 프린터 포트, USB 포트나 LAN 인터페이스로 연결된다. 그러면 컴퓨터의 소프트웨어 프로그램은 소자 프로그래머로 기록할 데이터를 전송한다. 소자 프로그래머는 일반적으로 4가지 종류가 있다: 양산용인 갱(Gang) 프로그래머, 개발용과 소량용인 개발 프로그래머, 개발용과 현장 서비스용인 포켓 프로그래머, 그리고 이피롬() 프로그래머같이 특정 회로용으로 사용되는 특정 프로그래머가 있다. 초반의 소자 프로그래머는 신발 상자의 크기를 지녔고 무게는 4킬로그램이 넘었다; 최신의 소자 프로그래머는 주머니 크기이며, 무게는 200그램이 안되고 외부 전력없이 내부 전지만으로 구동된다. 이런 종류의 프로그래머는 프로그래머블 논리 소자가 포함된 장비의 유지보수나 설치에서 현장 서비스로 사용된다.

## 이피롬 프로그래머
이피롬 프로그래머(EPROM programmer)는 피롬(PROM)이나 이피롬(EPROM)에 데이터를 기록하여 프로그램을 행하는 하드웨어 장치이다.

## 제조사
- Batronix[1]
- BPM Microsystems
- CodiProg
- Xeltek|Xeltek Inc.
- Conitec Datasystems
- MCUmall Electronics Inc.
- Data I/O
- Elnec
- DediProg Technology Co.,Ltd
- Minato Holdings
- Hi-Lo System Research
- Phyton, Inc.

## 같이 보기
- 하드웨어 기술 언어
- JTAG